# Clinton (Arkansas)
Pour les articles homonymes, voir Clinton.
La ville de Clinton est le siège du comté de Van Buren, dans l'Arkansas, aux États-Unis. Elle a été baptisée en l'honneur de DeWitt Clinton, ancien maire de New York.

## Démographie
| 1880 | 1890 | 1900 | 1940 | 1950 | 1960 |
| ---- | ---- | ---- | ---- | ---- | ---- |
| 66   | 176  | 297  | 915  | 853  | 744  |

| 1970  | 1980  | 1990  | 2000  | 2010  | - |
| ----- | ----- | ----- | ----- | ----- | - |
| 1 029 | 1 284 | 2 213 | 2 283 | 2 602 | - |

## Source
- (en) Cet article est partiellement ou en totalité issu de l’article de Wikipédia en anglais intitulé « Clinton, Arkansas » (voir la liste des auteurs).